# Pinus hwangshanensis
Espèce
Statut de conservation UICN

 LC  : Préoccupation mineure
Pinus hwangshanensis est une espèce de conifères de la famille des Pinaceae. Elle est endémique de la Chine.